# Wandsbeker Chaussee

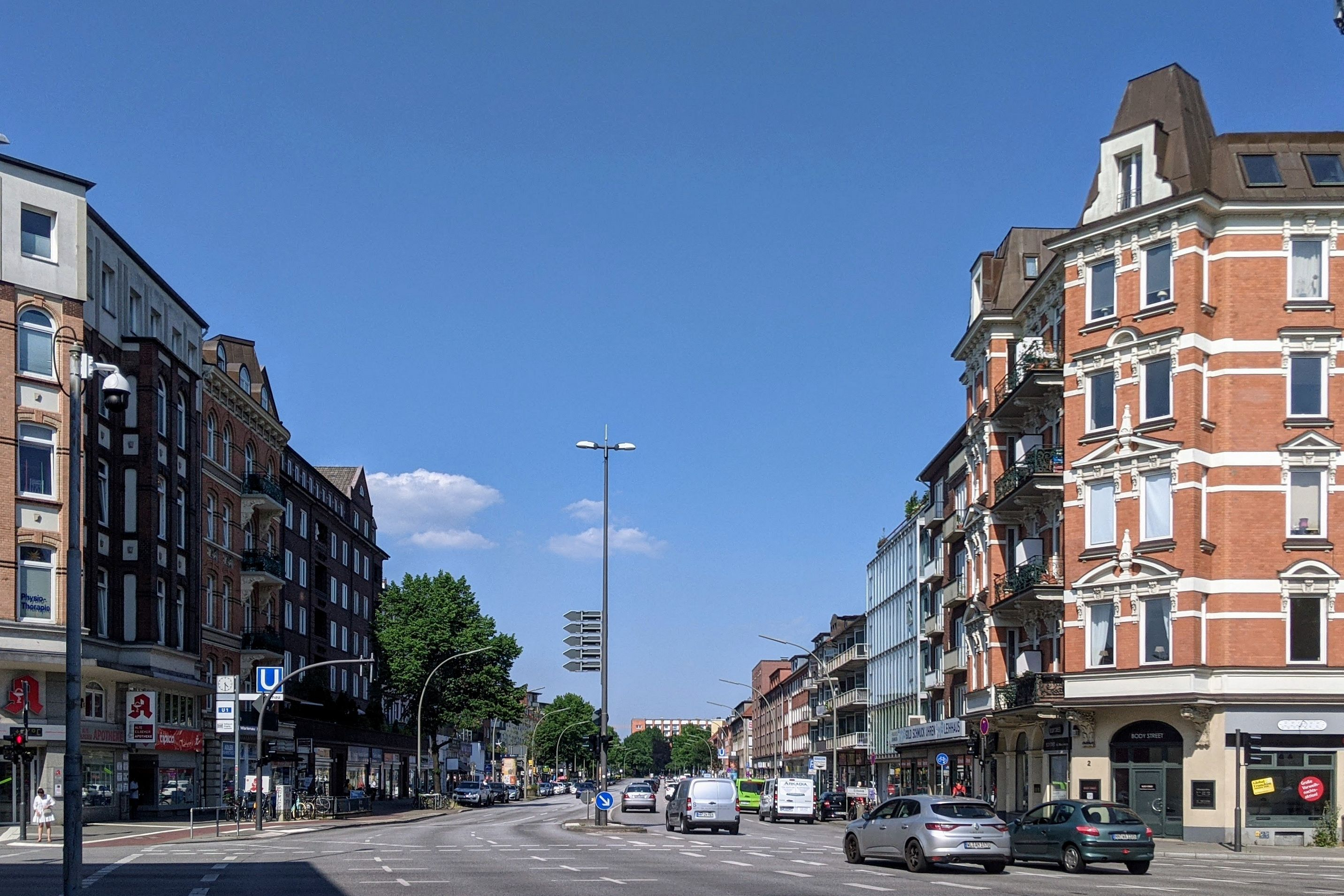
Blick von der Ecke Wartenau Richtung stadtauswärts

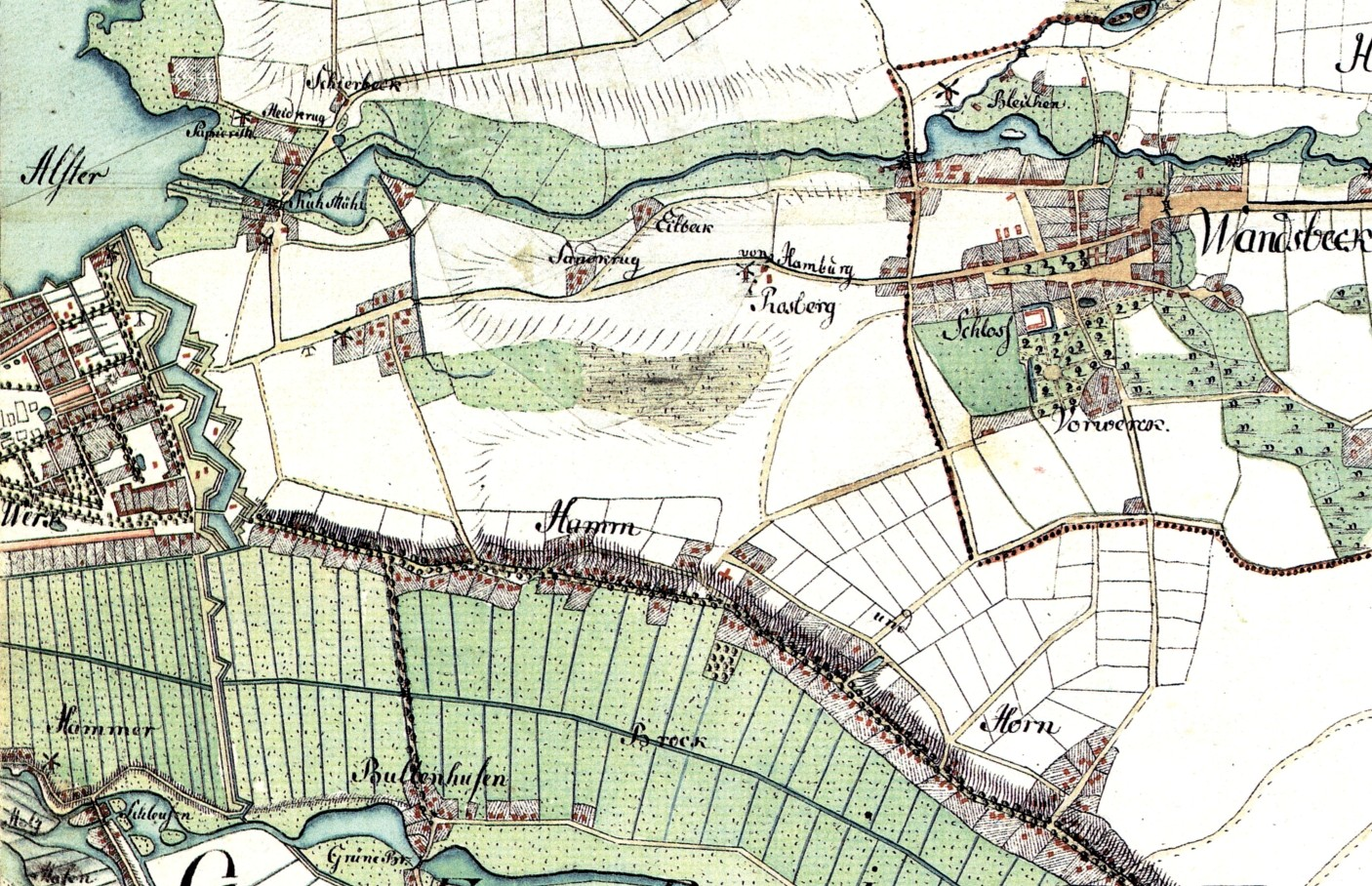
Auf der Varendorf-Karte (um 1790) verläuft die Chaussee von der Festungsmauer vor St. Georg (links) über den Sandkrug und die Mühle am Roßberg nach Wandsbeck (damals noch mit -ck).

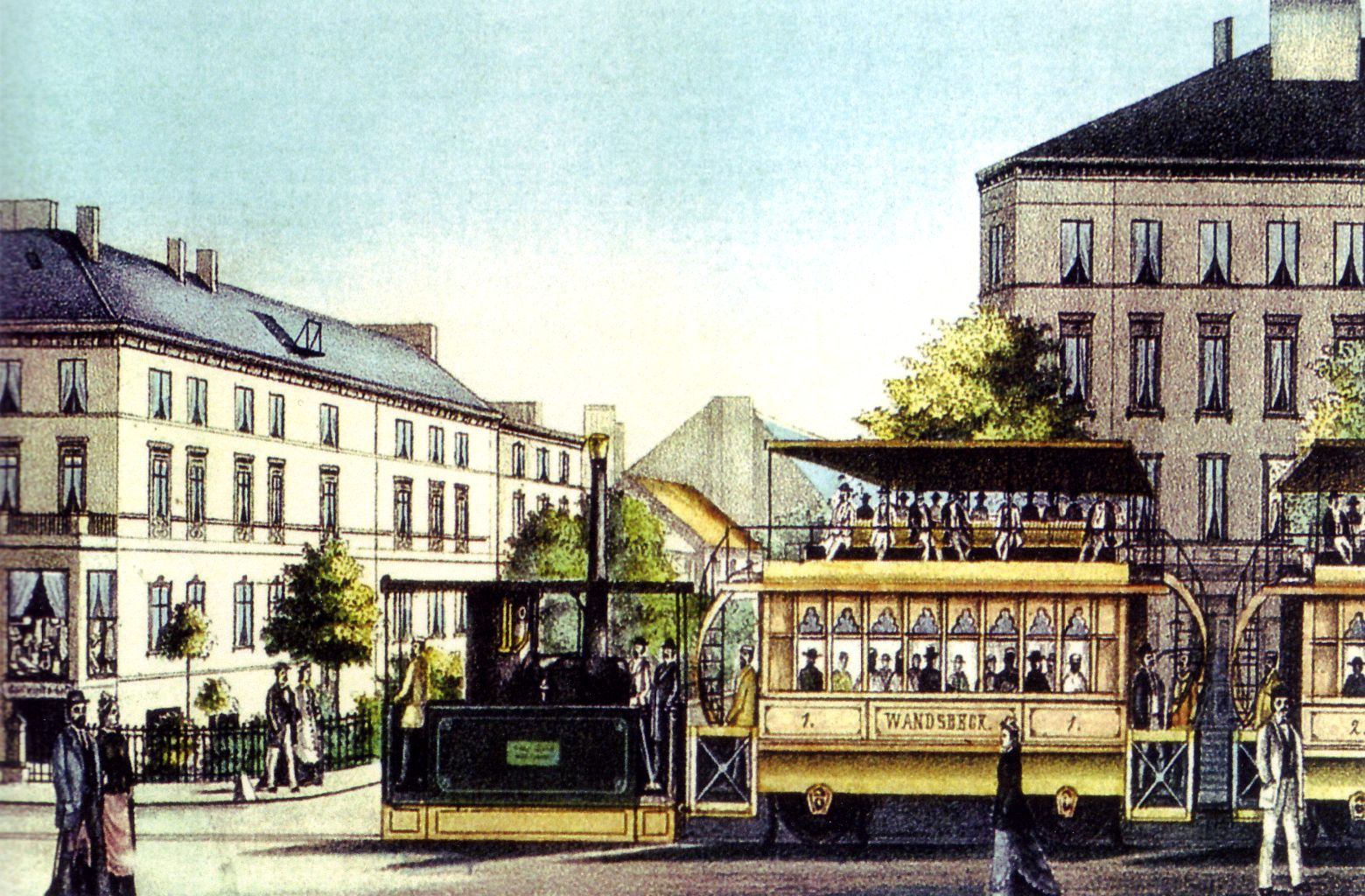
Dampfstraßenbahn nach Wandsbek (damals noch mit -ck)

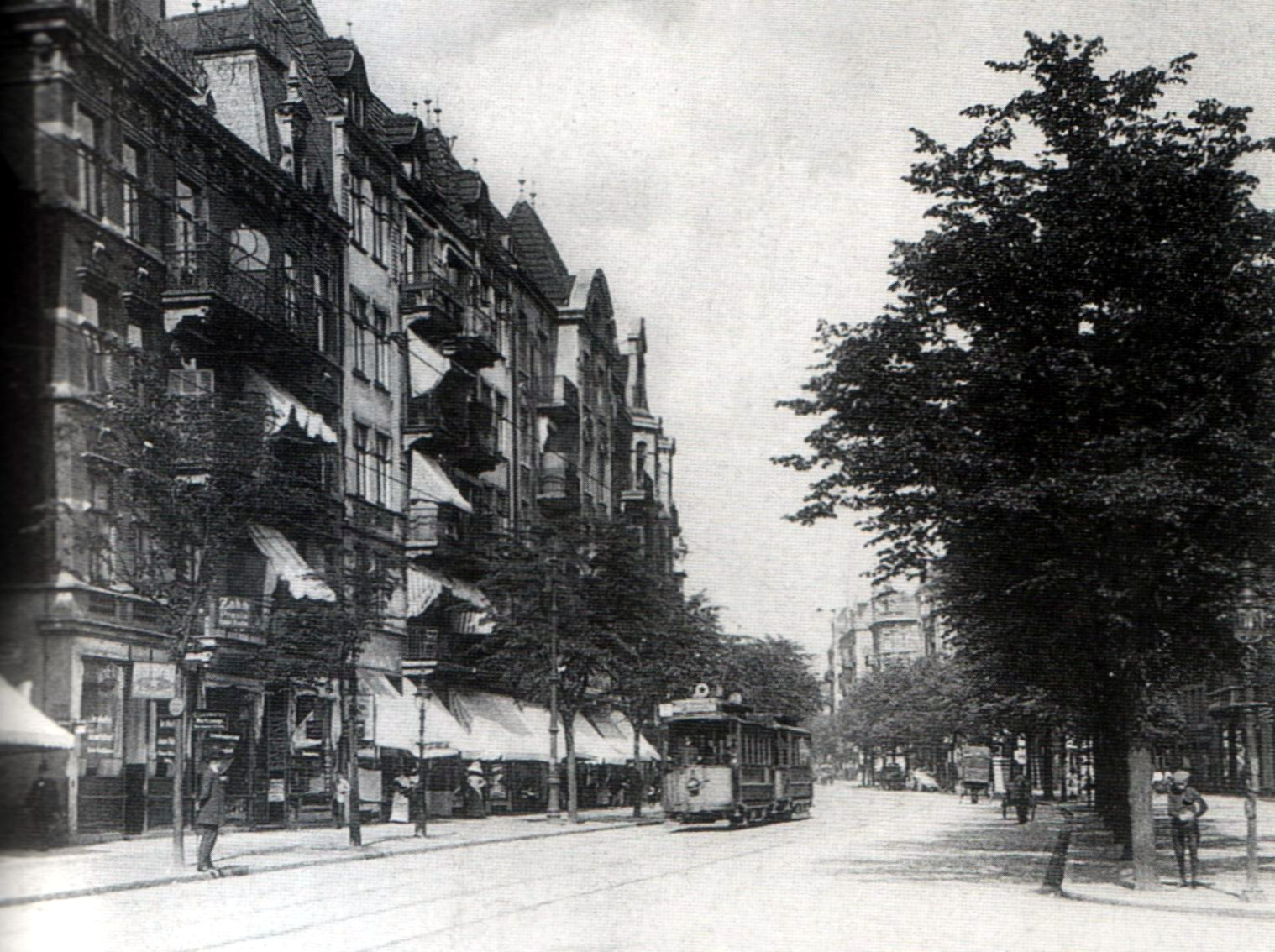
Wandsbeker Chaussee um 1900

Die Wandsbeker Chaussee ist eine rund zwei Kilometer lange Innerortsstraße in Hamburg, die hauptsächlich im Stadtteil Eilbek verläuft. Nur ein knapp 70 Meter kurzer Abschnitt östlich der Güterumgehungsbahn befindet sich in Wandsbek (Nordseite) bzw. Marienthal (Südseite). Als wichtige Verbindung von Hamburgs Stadtzentrum in die östlichen Stadtteile gehört sie zum Hauptverkehrsstraßennetz von Hamburg, ist durchgängig sechsstreifig ausgebaut und wird an Werktagen im Durchschnitt von rund 45.000 Fahrzeugen befahren. Bis 2015 war sie Teil der Bundesstraße 75. Ihr amtlicher Straßenschlüssel ist W058.

## Verlauf, Bebauung, ÖPNV
Die Wandsbeker Chaussee beginnt an der Kreuzung Wartenau/Landwehr⊙ (B 5) als Verlängerung der Lübecker Straße und verläuft stadtauswärts in östlicher Richtung. Nach etwa 500 Metern zweigt nördlich der Eilbeker Weg ab, weitere wichtige Querungen sind die Ritterstraße und der Hammer Steindamm. Nach Überquerung der Güterumgehungsbahn endet sie schließlich an der Kreuzung Brauhausstraße/Hammer Straße⊙ und wird ab hier als Wandsbeker Marktstraße fortgeführt.
Die Chaussee ist zu beiden Seiten durch eine vier- bis sechsstöckige Wohn- und Geschäftsbebauung aus der Zeit des Wiederaufbaus nach dem Zweiten Weltkrieg geprägt. In ihrem Verlauf passiert sie auch zwei größere Grünanlagen: den Eilbeker Bürgerpark und den Jacobipark.
Seit 1962 verkehrt unter der Chaussee die U-Bahn-Linie U1 mit den Haltestellen Wartenau, Ritterstraße und Wandsbeker Chaussee (dort zugleich S-Bahn-Station der Linie S1, seit 1906). Außerdem befahren mehrere Buslinien (16, X22, X61, 116, 213, 261 und 608) einzelne Abschnitte der Chaussee.

## Geschichte
Die Wandsbeker Chaussee ist – wie auch der Steindamm, die Lübecker Straße und die Wandsbeker Marktstraße – ein Teilstück einer seit dem Mittelalter bestehenden Heer- und Handelsstraße zwischen Hamburg und Lübeck. Im 18. Jahrhundert wurde diese Verbindung zunächst zur Poststraße und Anfang des 19. Jahrhunderts zur Chaussee nach französischem Vorbild ausgebaut und 1827 gepflastert. Bis zur Mitte des 19. Jahrhunderts markierte die auf einem Geestrücken verlaufende Chaussee zugleich die Flurgrenze zwischen Eilbek und Hamm; erst zwischen 1856 und 1865 wurde das Gebiet der neugebildeten Vogtei Eilbek nach Süden erweitert.
Seit dem späten 18. Jahrhundert entwickelte sich das damals noch selbständige Wandsbek zu einem bedeutenden Fabrikort vor den Toren Hamburgs, und seit der Aufhebung der Hamburger Torsperre 1860/61 wuchs auch die Bevölkerung in den Hamburger Vororten wie Eilbek stürmisch an. Um 1900 reichte die geschlossene Bebauung bereits bis unmittelbar an die Stadtgrenze nach Wandsbek.
Bereits ab 1866 verkehrte auf der Chaussee Hamburgs erste Pferdebahnlinie nach Wandsbek, 1878 ersetzt durch eine Dampfstraßenbahn und 1897 schließlich eine elektrische Straßenbahn. Im Zweiten Weltkrieg wurde der Stadtteil Eilbek bei den alliierten Luftangriffen im Sommer 1943 nahezu vollständig zerstört, darum haben sich an der Wandsbeker Chaussee nur einige wenige Häuser aus der Vorkriegszeit erhalten. 